# Франс (певец)
Франс Осифо Йеппссон Валль (швед. Frans Osifoh Jeppsson Wall; род. 19 декабря 1998, Истад, Швеция), — шведский певец. Представлял Швецию на Евровидении 2016 в Стокгольме (Швеция) с песней «If I Were Sorry», занял 5 место. Исполняет песни на шведском и английском языках.

## Карьера
Карьера Франса началась в 2006 году. Будучи 7-летним, певец снялся в телепередаче «БингоЛото», а затем совместно с группой «Elias» выпустил песню «Who's da Man», посвящённую футболисту Златану Ибрагимовичу. Композиция на 13 недель возглавила шведские чарты В этом же году Франс записал рождественскую композицию «Kul med Jul», занявшую в чартах 10 место, и выпустил свой первый альбом «Da man».
В 2008 году в знак поддержки сборной Швеции по футболу на предстоящем чемпионате Европы певец выпустил песню «Fotbollsfest», возглавившую национальные чарты.
Затем Франс пропал с телеэкранов на целых 8 лет, целиком посвятив себя учёбе. Он вернулся на сцену в 2016 году, приняв участие в конкурсе Melodifestivalen и заняв там первое место. Эта победа дала певцу право представлять Швецию на Евровидении, проходившем в том году в самой Швеции, в Стокгольме. Франс исполнил песню «If I Were Sorry» и занял 5 место.
С тех пор его карьера не прекращается. Франс регулярно записывает песни и выпускает мини-альбомы.

## Семья
Отец певца — британец, родившийся в Нигерии, мать — шведка. Франс — билингв, с детства одинаково владеющий английским и шведским языками. Большую часть своей жизни Франс провёл в Англии, в Лондоне, где обучался музыке. У него есть сестра-двойняшка Филиппа и младший брат Каспер.

## Дискография
- 2006: Da Man
- 2008: Fotbollsfest
- 2015: Sitting inside
- 2016: If I Were Sorry
- 2016: Young Like Us
- 2017: Liar
- 2018: Solitude
- 2018: Loving U
- 2019: Snakes
- 2019: One floor down
- 2019: Do It Like You Mean It
- 2019: Amsterdam
- 2019: Ada
- 2020: On a Wave
- 2020: Monday
- 2020: Mm mm mm
- 2021: My Favorite Waste of Time